# NGC 3023
NGC 3023 (другие обозначения — UGC 5269, IRAS09472+0051, MCG 0-25-22, VV 620, ZWG 7.43, KCPG 216B, PGC 28272) — спиральная галактика в созвездии Секстанта. Открыта Эдуардом Стефаном в 1880 году.
Этот объект входит в число перечисленных в оригинальной редакции «Нового общего каталога».
В галактике были изучены некоторые области H II. По этим данным было обнаружено, что металличность понижается к периферии галактики.
Галактика имеет спутник PGC 28725. NGC 3023 образует достаточно разделённую пару с галактикой NGC 3018, обе — не слишком большой массы, около 1010 M⊙. Галактика NGC 3023 входит в состав группы галактик NGC 2967. Помимо NGC 3023 в группу также входят ещё 9 галактик.